# ガーフィールド2
『ガーフィールド2』（Garfield: A Tail of Two Kitties）は、2006年のアメリカ合衆国のコメディ映画。ジム・デイビスの漫画『ガーフィールド』を原作とした、実写と3D-CGの合成による映画である。
世界的人気キャラクターであるガーフィールドを主人公にした映画版第2弾で、太っちょ猫のガーフィールドが、今度はイギリスを舞台に大暴れする。ガーフィールドの声は前作に引き続きビル・マーレイ。

## ストーリー
世界中で愛される人気者の猫ガーフィールド。恋人の獣医リズ・ウィルソンにプロポーズしようと、飼い主のジョン・アーバックルがイギリスにやって来たことから、ガーフィールドも相棒のオーディを引き連れ、海を渡り、はるばるイギリスの地へ乗り込んだ。さっそくひと暴れしたガーフィールドは、ひょんなことからお城を相続した猫“プリンス”と出会う。

## キャスト
※括弧内は日本語吹替。
- ガーフィールド（声） - ビル・マーレイ（山口勝平）
- ジョン - ブレッキン・メイヤー（内田夕夜）
- リズ - ジェニファー・ラブ・ヒューイット（花村さやか）
- ダージス卿 - ビリー・コノリー（立川三貴）
- スミシー -  イアン・アバークロンビー（稲垣隆史）
- ポップス弁護士 - ロジャー・リース（吉見一豊）
- アビー - ルーシー・デイヴィス（野々村のん）
- 観光客 - ベン・ファルコーン（多田野曜平）
- ホテル従業員 - JB・ブラン（遠藤純一）
- プリンス（声） - ティム・カリー（家中宏）
- ウィンストン（声） - ボブ・ホスキンス（石住昭彦）
- プレストン（声）- リチャード・E・グラント（遠藤純一）
- クラウディウス（声）- ジョー・パスカル（多田野曜平）
- マクバニー（声） - リス・エヴァンス
- ナイジェル（声） - グレッグ・エリス
- クリストフ（声） - シャロン・オズボーン
- ロンメル（声） - ヴィニー・ジョーンズ（浦山迅）

その他の日本語吹替：佐藤晴男、雨蘭咲木子、小林希唯、松久保いほ、原田晃、二瓶美江、ふくまつ進紗
日本語版制作スタッフ　演出：岩見純一、翻訳：高山美香、調整：山本洋平、制作：ACクリエイト

## 作品の評価
Rotten Tomatoesによれば、78件の評論のうち高評価は12%にあたる9件で、平均点は10点満点中3.6点、批評家の一致した見解は「（とても）小さなお子様向けの『ガーフィールド2』は、声優の演技力は高いが、ストーリーに面白みがない。」となっている。
Metacriticによれば、20件の評論のうち、高評価は4件、賛否混在は7件、低評価は9件で、平均点は100点満点中37点となっている。